# Juan Bautista Celma

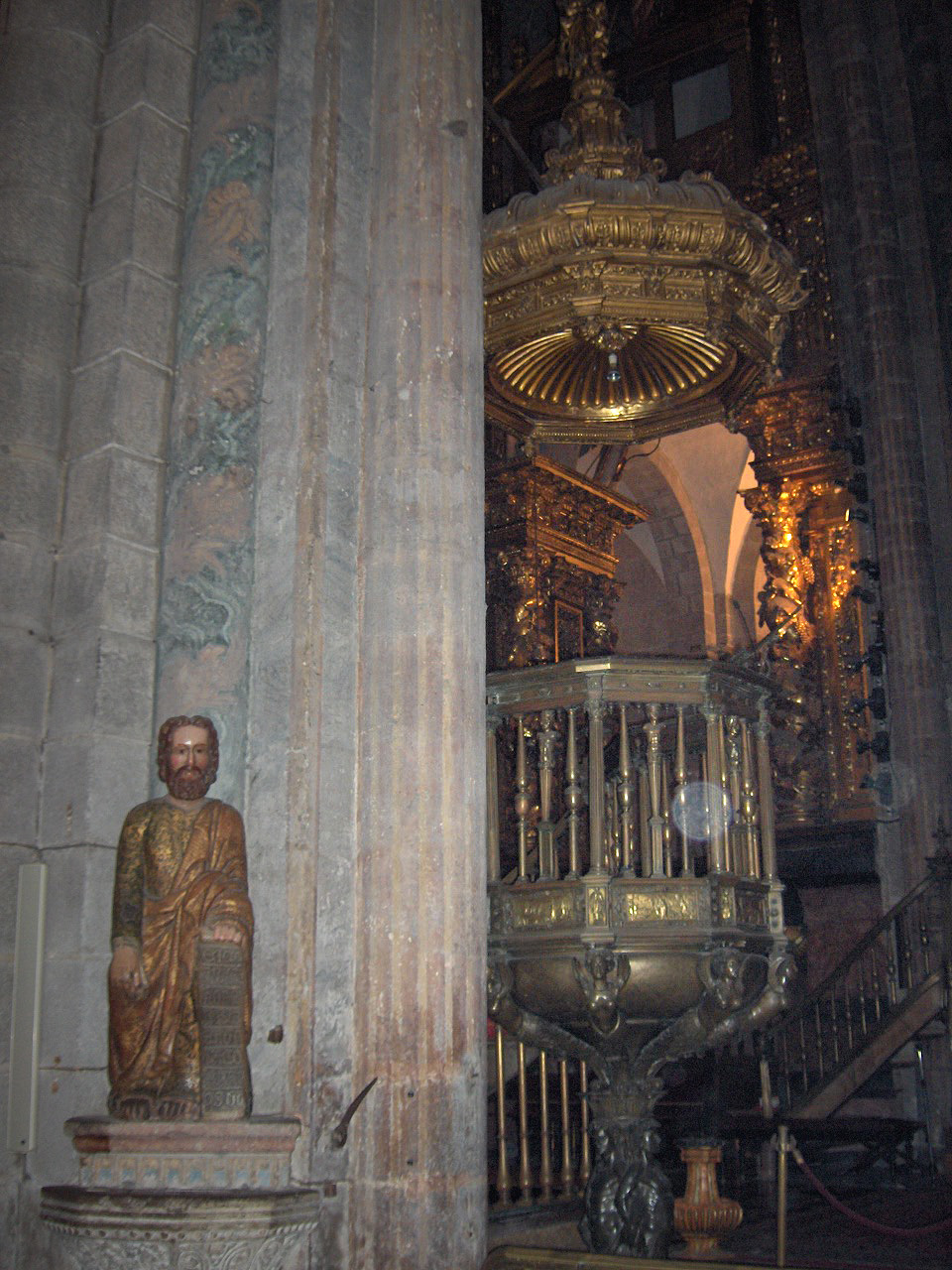
Una de les troneres de la Catedral de Santiago, considerada una obra mestra de Celma

Juan Bautista Celma (fou un manyà, escultor i pintor nascut a Aragó al voltant de l'any 1540 i finat a Santiago de Compostel·la el 1608) treballà a Galícia des del 1564 fins a la seva mort. Es tracta d'una figura fonamental en l'art del Renaixement a Galícia i que no s'ha de confondre amb el seu oncle, Juan Tomás Celma (1515-1578), també pintor i forjador, el qual li va fer de mestre.

L'establiment a Santiago, resta corroborat per una inscripció gravada en una de les trones de bronze de la Santiago (que Celma executa el 1608), que diu:
| « | Joannes Baptista Celma Aragonensis patria, pingendi artifex, salutis anno 1563 Compostellae faciebat. | » |

El 1602 va rebre del Capítol de la catedral de Burgos 193.000 maravedisos com a pagament d'una reixa per al cor, en substitució de l'antiga que era de fusta: el disseny l'executà el 1595 Gregorio Martínez, i Celma el modificà el 1600, mereixent l'aprovació del cèlebre argenter Juan de Arfe, el qual va intervenir en la recepció de l'obra, el 3 de juny de 1602. Celma també forjà la reixa del cor de la catedral de Plasència (1606).